# Lukjanivska (stanice metra v Kyjevě)
Lukjanivska (ukrajinsky Лук'я́нівська) je stanice kyjevského metra na Syrecko-Pečerské lince a nachází se mezi stanicemi Zoloti vorota a Dorohožyči. Stanice byla otevřena v rámci čtvrtého úseku linky Syrecko-Pečerska dne 30. prosince 1996 a nachází se pod Lukjanivským náměstím ve čtvrti Ševčenko a Lukjanivka.

## Konstrukce stanice
První zmínka stanice je v mapě z roku 1970, tahle mapa zobrazovala plánované stanice třetí linky, na ní se objevil název vul. Artema, což znamená ulice Artema. Další plánováný název byl také Artema či Arťoma. Stanice má sloužit jako přestupní stanice na linku Podilsko-Vyhurivskou do stanice Hlybočycka, dříve se přestupní stanice plánovala spíše ve stanici Lvivska brama, ale před samotnou výstavbou stanice se rozhodlo o přesunutí přestupu do stanice Lukjanivska.

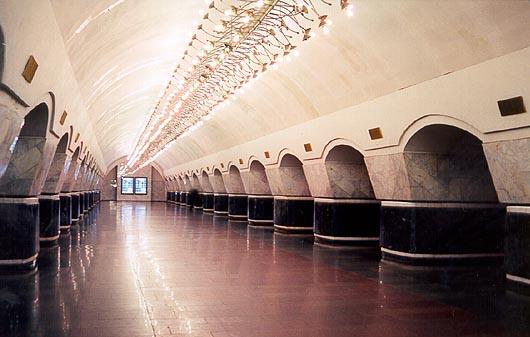
Stanice před rekonstrukcí s původním osvětlením

Výstavba úseku mezi stanicemi Zoloti vorota a Lukjanivska se začala stavět roku 1991 a měla obsahovat dvě stanice, zatímco stanice Lukjanivska byla otevřena u stanice Lvivska brama se nevystavěl eskalátorový tunel ze stanice a tak stanice zůstává stále uzavřena. Stanice byla otevřena 30. prosince 1996. Po otevření stanice se zjistilo, že do stanice zatéká a plastové obložení stanice (které se nachází i u stanic linky B v Praze) se začalo ničít a hnědnout. Mezi lety 2007 až 2008 se stanice rekonstruovala a byly postupně vyměňováno plastové obložení, společně s obložením se ale také demontovalo původní osvětlění, které se nacházelo ve střední lodi stanice, náhrada za původní osvětlění je nyní pás s led světly.

## Charakteristika stanice
Stanice je trojlodní, kdy pilíře jsou vyzdobeny v zeleném mramoru a vrchní část pílířena ve tvaru lichoběžníku je z bílého mramoru. Stanice je s vestibulem je spojena eskalátory, kde z vestibulu vede jeden východ, který ústí na Lujkanivské náměstí. Vestibul se nachází na povrchu ve speciálně postavené budově pro metro.

## Název
Plánované názvy stanice byli vul. Artema, Zavod Artema či jenom Artema (rusky vul. Arťoma, Zavod Arťoma či Arťoma). Dnešní název, Lukjanivska pochází od čtvrti ve které se stanice nachází. Plánované názvy pocházely od závodu Arťom, který se nachází poblíž stanice.